# Prosthenorchis fraterna
Prosthenorchis fraterna är en hakmaskart som först beskrevs av Baer 1959.  Prosthenorchis fraterna ingår i släktet Prosthenorchis och familjen Oligacanthorhynchidae. Inga underarter finns listade i Catalogue of Life.